# Kali Yuga Bizarre
Kali Yuga Bizarre è il primo album ufficiale della band Industrial-black metal Aborym, pubblicato nel 1999 dalla Scarlet Records.
È stato registrato presso lo studio Temple of Noise di Roma nell'ottobre 1998. Poi missato a Milano all'Elettroformati studios.

## Tracce
1. Wehrmacht Kali Ma – 4:02
2. Horrenda Peccata Christi – 6:27
3. Hellraiser (Coil cover) – 4:16
4. Roma Divina Urbs – 8:59
5. Darka Mysteria – 4:55
6. Tantra Bizarre – 4:12
7. Come Thou Long Expected Jesus – 2:22
8. Metal Striken Terror Action – 3:56
9. The First Four Trumpets – 7:00

## Formazione

### Gruppo
- Yorga S.M. - voce, chitarra e sintetizzatore
- Nisrok - chitarra e sintetizzatore
- Malfeitor Fabban - basso, sintetizzatore ed effetti
- Sethlans D.T.A. - chitarra e drum machine

### Altri musicisti
- Asmod Gvas XI Volgar dei Xacrestani - voce nelle tracce 7 e 8
- Attila Csihar - voce nelle tracce 3,5,9